# Salouf
Salouf foi uma comuna da Suíça, no Cantão Grisões, com 218 habitantes. Estendia-se por uma área de 31,41 km², de densidade populacional de 7 hab/km². Confinava com as seguintes comunas: Andeer, Ausserferrera, Cunter, Mon, Pignia, Riom-Parsonz, Stierva, Zillis-Reischen.
A língua oficial nesta comuna era o romanche, que, através de seu dialeto surmirano, era língua materna de 77,6% da população, de acordo com o censo de 2000.

## História
Em 1 de janeiro de 2016, passou a formar parte da nova comuna de Surses.